# Église Santa Maria in Carinis
L'église Santa Maria in Carinis (en français : Sainte-Marie-à-Carinae) est une ancienne église romaine située dans le rione de Monti dans la via del Colosseo. Elle est originellement dédiée à Marie mais est désormais déconsacrée et totalement restructurée.

## Historique
La fondation de l'église remonte au moins au début du XIIe siècle. Elle prend son nom d'un ancien quartier de Rome appelé Carinae et est à l'origine allouée aux Cisterciens, avant de passer par vente en 1809 aux Basiliens.
En 1873, l'État italien exproprie les moines de l'édifice. Elle est déconsacrée au XXe siècle et a été intégralement transformée par la suite en immeuble d'habitations.